# Пилкин, Владимир Константинович
Влади́мир Константи́нович Пи́лкин (11 (23) июля 1869, Санкт-Петербург — 6 января 1950, Ницца) — русский военный моряк и военно-морской историк. Участник Первой мировой войны и Белого дела. Контр-адмирал (6 декабря 1916). 

## Биография
Родился в Санкт-Петербурге в семье капитана 1-го ранга (впоследствии адмирал) К. П. Пилкина (1824—1913). Окончил Морской кадетский корпус (1890). С 1892 — младший штурман крейсера «Разбойник». 14 мая 1896 года произведён в лейтенанты. В 1897—1898 гг. прошёл годичный курс обучения в Минном офицерском классе.
В 1900 году командирован во Францию в распоряжение наблюдающего за постройкой броненосца «Цесаревич». С 16 октября 1900 года назначен минным офицером броненосца «Цесаревич», который в 1903 году вступил в строй и прямо из Тулона был направлен в Порт-Артур, в состав Тихоокеанской эскадры.
Во время русско-японской войны участвовал в обороне Порт-Артура и в сражении в Жёлтом море (28 июля 1904 года). В бою был ранен в голову и контужен при взрыве снаряда в боевой рубке броненосца «Цесаревич» (которым был убит командующий эскадрой контр-адмирал В. К. Витгефт и ряд офицеров его штаба), но остался в рубке до прибытия туда старшего офицера корабля капитана 2 ранга Д. П. Шумова, принявшего командование броненосцем. Под его командованием занимался восстановлением управляемости повреждённого корабля. За этот бой представлен к награждению орденом Святого Георгия 4-й степени.
После боя «Цесаревич» прибыл в германский порт Циндао, где был интернирован до конца войны. По возвращении в Россию командовал миноносцем № 215 (с 13 мая 1905 года). 5 июня 1906 года назначен старшим офицером минного крейсера «Стерегущий». 6 декабря произведён в капитаны 2-го ранга. В 1907 году командовал миноносцем «Послушный».
В 1908 году окончил военно-морской отдел Николаевской морской академии. Служил в Главном морском штабе с декабря 1907 по октябрь 1909 года, где занимался вопросами организации минного дела. В эти годы состоял членом Санкт-Петербургского военно-морского кружка, где сблизился с А. В. Колчаком и рядом других авторитетных офицеров флота.
В 1909—1911 годах командовал эсминцем «Всадник». С 15 (26) ноября 1911 по 21 ноября 1916 года командовал линкором «Петропавловск». Капитан 1-го ранга (ноябрь 1911, «за отличия»). Пока «Петропавловск» достраивался, Пилкин был вновь привлечён к работе в Главном морском штабе, а в 1913 году стажировался в должности командира линейного крейсера «Цесаревич».

«Отличный офицер и редкий служака, всей душой преданный службе. Отлично управляет людьми и судном. Нравственен, здоров. Твердый и решительный характер. Воспитан и дисциплинирован. Дай Бог побольше таких офицеров» — Из аттестации подписанной начальником 1-й бригады линейных кораблей Балтийского флота контр-адмиралом А. С. Максимовым. Российский государственный архив Военно-морского флота (РГА ВМФ). Ф. 873. Оп. 15. Д. 197.
Назначен командующим 1-й бригадой крейсеров Балтийского моря (ноябрь 1916 — октябрь 1917 годов). В декабре 1916 года произведён в контр-адмиралы. Участвовал в Моонзундском сражении.
В октябре 1917 года заболел туберкулёзом, сдал командование и находился в санатории Нумнеека под Гельсингфорсом в Финляндии до конца 1918 года. Там встретился с генералом от инфантерии Н. Н. Юденичем, прибывшим на переговоры с К. Г. Маннергеймом, и принял предложение участвовать в организации армии для борьбы против большевиков. Во время гражданской войны — морской министр в Северо-Западном правительстве. После поражения армии и её интернировании в Эстонии состоял в армейской ликвидационной комиссии. Многие годы вёл дневник, часть которого о событиях гражданской войны впервые издана только в 2005 году, а остальной дневник не издан до сих пор (на 2023 год).
В 1920 году уехал в эмиграцию во Францию, там был председателем Кают-компании русских морских офицеров в Ницце. Благодаря местному климату излечился от туберкулеза и прожил до 80 лет. Умер и похоронен в Ницце на русском кладбище Кокад.
В эмиграции В.К. Пилкин, сам испытывая большие материальные затруднения, стремился помогать своим бывшим сослуживцам, не забывал и вдову своего друга Софью Федоровну Колчак, посылая ей деньги, обеспечивавшие жизнь ее и сына.

## Награды
- Орден Святого Станислава 3-й степени (1898)
- Орден Святой Анны 3-й степени (1903)
- Орден Святого Георгия 4-й степени (7.08.1906, «за отличие в делах против неприятеля»)
- Орден Святого Владимира 4-й степени с мечами и бантом (2.4.1907)
- Орден Святого Владимира 3-й степени (1.9.1914)
- мечи к ордену Святого Владимира 3-й степени (11.1.1916)
- офицерский крест ордена Почётного легиона (Франция, 1916)

## Семья
Жена: Мария Константиновна Пилкина, урожд. Леман (1880—1931). Дочери: Мария Владимировна (1907—1935) и Вера Владимировна (1910—1993).

## Сочинения
- Пилкин В. К. В Белой борьбе на Северо-Западе: дневник 1918—1920 г. — М.: Русский путь, 2005. — 638 с. — ISBN 5-85887-190-9.